# Křepkovická kyselka
Křepkovická kyselka je volně přístupný minerální pramen v Pěkovicích, části města Teplá v okrese Cheb v Karlovarském kraji.

## Geografická poloha

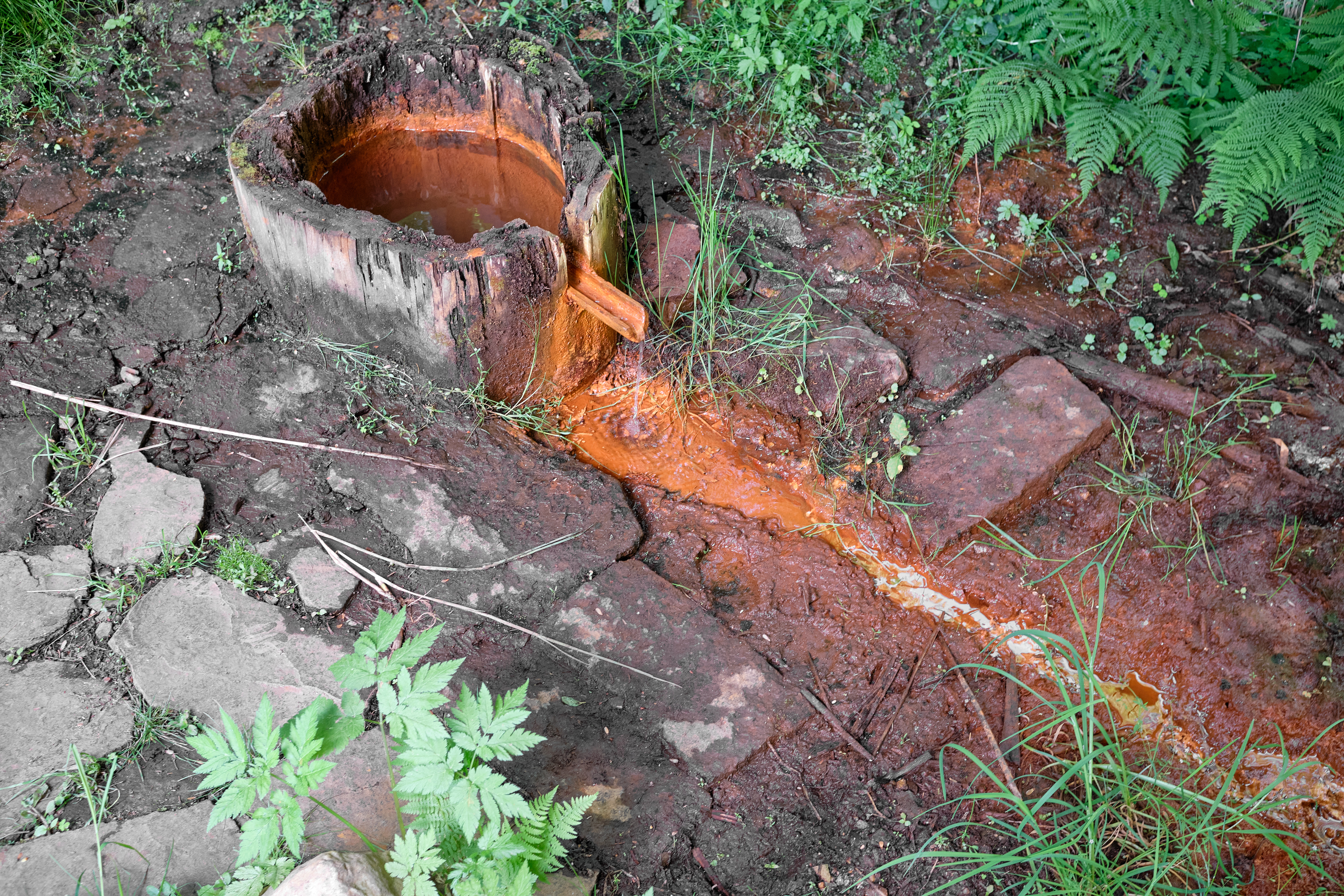
Pohled na vývěr

Minerálka vyvěrá v Tepelské vrchovině jižně od Křepkovic v k. ú. Pěkovice.

## Přírodní poměry a využívání
Pramen Křepkovické kyselky vyvěrá v nivních sedimentech potoka Hadovka (potok), v blízkosti jeho prameniště, které leží na svorech tepelského krystalinika.
Širší okolí je bohaté na minerální vody a již od středověku jim věnovali pozornost premonstráti z kláštera Teplá. První seznam okolních minerálních pramenů pochází z roku 1609. Bohuslav Balbín pořídil další seznam na konci 17. století a uvedl, že okolí Teplé je prostoupeno výbornými, zdraví prospěšnými lahodnými kyselkami, jež nelze ani spočítat.
V roce 2010 byla provedena rekonstrukce jímání, při které byl původní starý kmen nahrazen novým. Současně bylo upraveno i okolí pramene a zbudován přístřešek.
Původní starý dutý kmen byl převezen do muzea v Mariánských lázních.
V dutině kmene pokryté rezavými povlaky železitého okru, které tvoří se sytou zelení okolí působivou kombinaci barev, trvale probublává oxid uhličitý. Odtok je řešen stružkou do potoka Hadovka, který teče v bezprostřední blízkosti vývěru.

## Vlastnosti a složení
Teplota pramene mírně kolísá okolo 7 °C, celková mineralizace je poměrně nízká a činí přibližně 400 mg/litr. Obsah oxidu uhličitého je vysoký, dosahuje 2 000 mg/litr, což dodává minerálce vysokou perlivost a příjemnou kyselou chuť. Minerální voda má zvýšený obsah Fe (39 mg/l), Ba (260 µg/l) a Sr (160 µg/l). Má však i vysoký obsah zdraví škodlivého As (927 µg/l), který značně převyšuje normu pro pitnou vodu (10 µg/l) a neměla by se proto pít dlouhodobě.
Hodnota pH je 4,9.

## Přístupnost
Odběrové místo minerálního pramene je volně přístupné a je zakreslené v turistických mapách. K místu vývěru vede pěšinka od silnice spojující Teplou s Lestkovem. Asi 1 300 metrů jižně od Křepkovic je vlevo v lese u silnice informační tabule, od níž jde necelých 30 metrů dlouhá pěšinka k vlastnímu vývěru kyselky. Původní dřevěný povalový chodník k altánku nad pramenem již zchátral. Bažinatým terénem lze dojít k prameni po betonových pražcích (stav v červnu 2023). U silnice není žádné parkoviště a možnost parkování je omezená jen na krajnici silnice.